# Catharina Hansson
Catharina Maria Gotthardsson Hansson, född 5 september 1966 i Örnnäset, är en svensk författare, journalist och chefredaktör för tidningen Ridsport. 
Hansson har bland annat varit chefredaktör för Allt om resor. När tidningen Leva! startade i början av 2003 blev hon chefredaktör där. Efter drygt ett år ville Bonnier lägga ner eller sälja Leva!, vilket ledde till att Hansson köpte tidningen för att ge ut den på egna förlaget Idéimperiet. År 2008 sålde hon tidningen till Forma Publishing Group. När Leva! lades ner 2010 blev Hansson istället affärsutvecklare på Forma Magazines. Sedan 2012 driver hon egna förlaget Idéimperiet och ger bland annat ut magasinet Kentaur. Under åren 2015-2019 var hon chefredaktör för tidskriften Passion for Business. Hon drev under åren 2019-2022 ridsportsajten ridenews.se där hon var chefredaktör.
2018 medverkade Hansson i arbetet med Den nya akademiens litteraturpris.

## Teater[förtydliga]
Backanterna, Solna Amatörteater, Stora Haga Slottsruin, 1995, https://www.dn.se/arkiv/familj/backanterna-i-bla-skymning/
I lodjurets timma, Studentteatern, Blå Teatern, 1996, https://www.dn.se/arkiv/teater/mote-med-vald-och-karlek/

## Källhänvisningar
1. https://www.dn.se/arkiv/familj/vaga-tro-pa-dina-ideer-2/ Dagens Nyheter, 5 september 2006

1. ↑  https://www.ratsit.se/5591320527-Ridenews_i_Norden_AB
2. ↑  Sveriges befolkning
2000:
Gotthardsson Hansson, Maria Katarina
(1966-09-05)
Försäkringskassan, uttag avseende 20001231 (2014)
3. ↑  Catharina Hansson Arkiverad 2 september 2018 hämtat från the Wayback Machine., Journalisten
4. ↑  Tidningen Leva lever vidare, Journalisten, 2 juli 2004
5. ↑  Forma köper Leva, Dagens Media, 16 juni 2008
6. ↑  Forma i storsatsning, Resumé, 6 december 2010